# Trąbik zwyczajny
Trąbik zwyczajny (Buccinum undatum) – gatunek dużego morskiego ślimaka z rodziny Buccinidae, występujący w północnym Atlantyku. Gatunek pospolity, ma znaczenie gospodarcze – jest poławiany w celach konsumpcyjnych.

## Systematyka
Gatunek opisany przez Linneusza w 1758 roku w 10. wydaniu Systema Naturae. Przypisywany do rodziny Buccinidae. W polskim piśmiennictwie znany pod nazwą: trąbik zwyczajny.

## Cechy morfologiczne

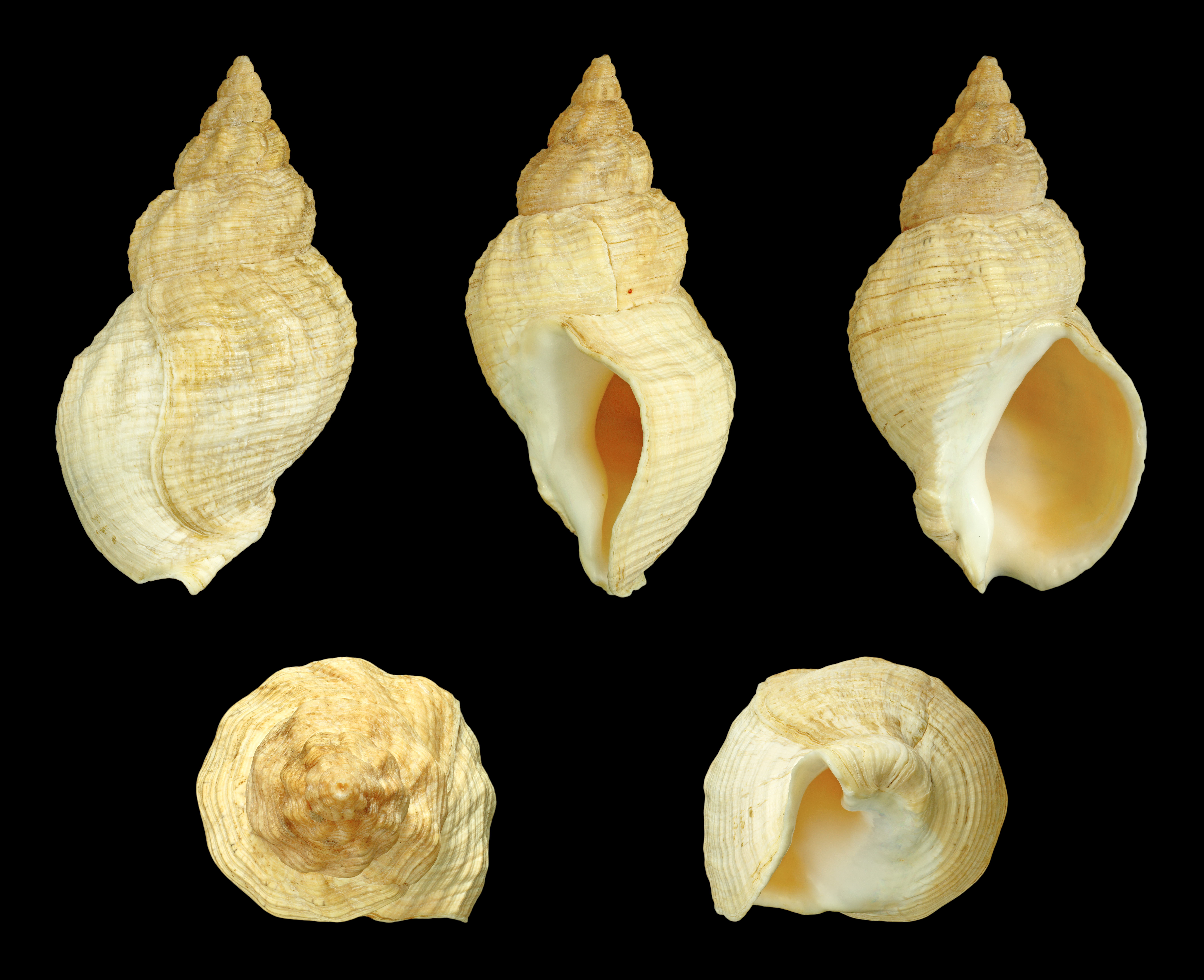
Muszla trąbika zwyczajnego

Muszla jest prawoskrętna (rzadko lewoskrętna), stosunkowo duża, grubościenna, jajowato-stożkowata. Skrętka wysoka, ostatni skręt jest rozdęty. Szew wgłębiony, wyraźnie zaznaczony. Kształt i ukształtowanie powierzchni muszli wykazuje polimorfizm: występują regularnie rozmieszczone, spiralne żebra, które krzyżują się z poprzecznymi liniami przyrostów muszli. Periostrakum ma barwę zielonkawą. Wrzeciono jest gładkie, o porcelanowej barwie i połysku. Rynna syfonalna jest krótka. Dolna połowa wargi jest cieńsza od górnej. Muszla pod periostrakum jest kremowa, szarawa. Przy szwie lub na środku ostatniego skrętu czasami występuje brązowawy pas. Zdarzają się słabo widoczne, ukośne fałdy. Muszla z 7–8 skrętami, z których ostatni stanowi ok. 70% wysokości całej muszli. Ślimaki zaopatrzone w wieczko.
Wysokość muszli: do 75–100 mm.

## Występowanie
Gatunek borealny, występuje pospolicie w Morzu Północnym, po obydwu stronach Atlantyku Północnego, w Morzu Wattowym, także w Bałtyku, jego zasięg sięga od 76°N do 36,8°N i od 83°W do 0°W. W Ameryce Północnej sięga od Labradoru do New Jersey na południu, w Europie – od Norwegii do Półwyspu Iberyjskiego, także w wodach wokół Wysp Brytyjskich, jak również Islandii, Grenlandii i wysp Arktyki.

## Biologia i ekologia

### Zajmowane siedliska
Osobniki tego gatunku zamieszkują dolną część strefy pływów i głębsze siedliska litoralne do 1200 m, ponadto także estuaria. Preferują siedliska piaszczyste w strefie przybrzeżnej i głębszej, muliste, także kamieniste. Nie tolerują temperatury wyższej niż 29 °C, spadków zasolenia, są wrażliwe na wysychanie

### Odżywianie
Wszystkożercy, drapieżniki, padlinożercy. Polują na mięczaki, żerują na padlinie i pozostałościach po ofiarach innych drapieżników.

### Rozmnażanie

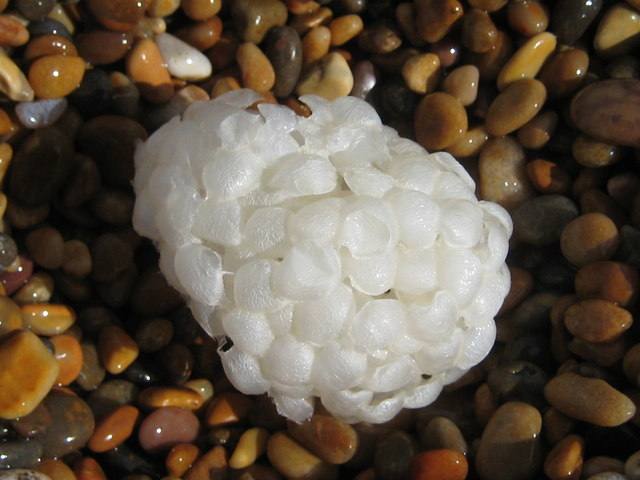
Kapsuły jajowe trąbika zwyczajnego

Samica składa jaja otoczone stożkowatymi kapsułkami, formując z nich kopulaste grupy przyczepione do podłoża.

## Interakcje międzygatunkowe

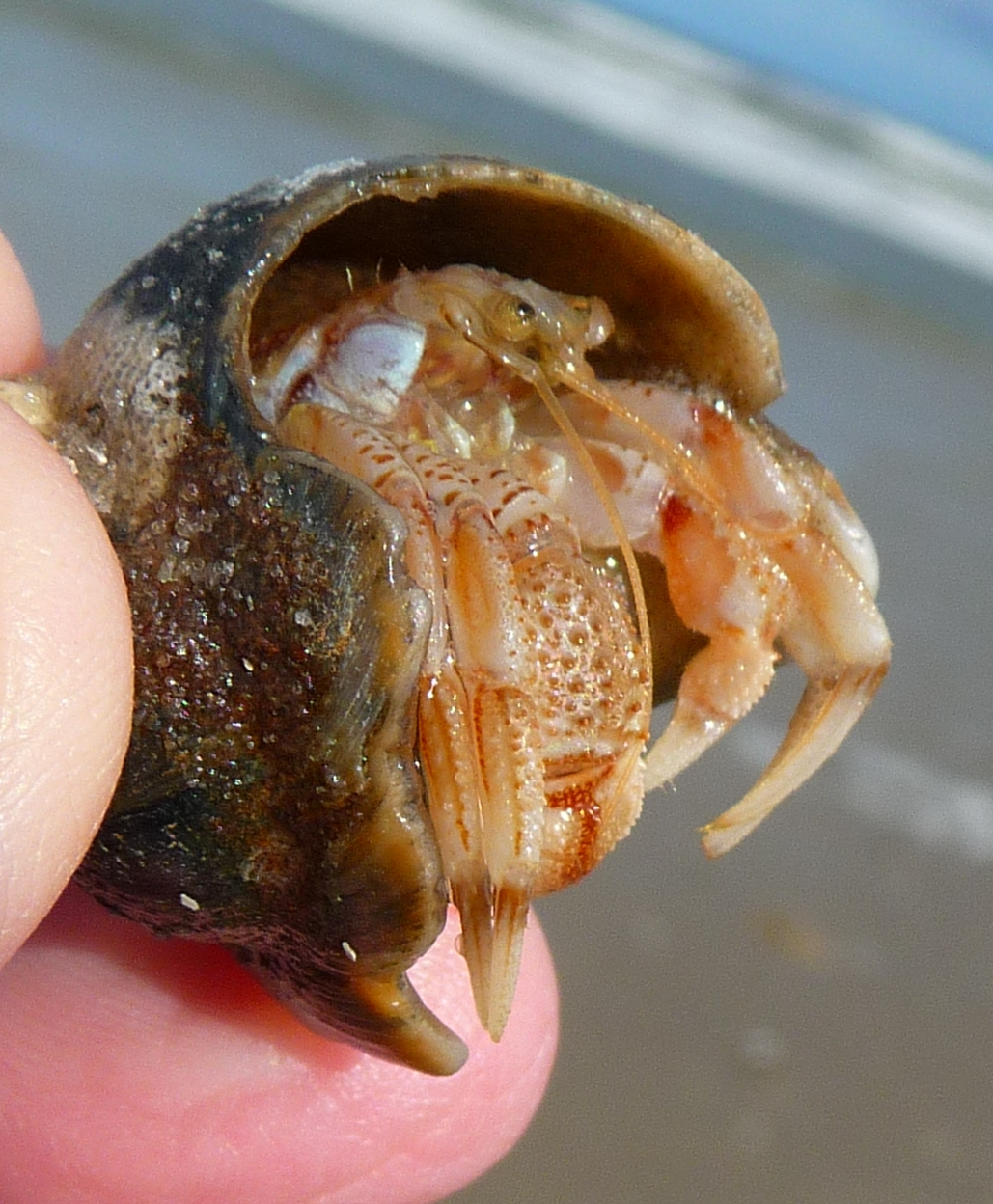
Puste muszle trąbika zwyczajnego bywają wykorzystywane przez kraby pustelniki, takie jak ten Pagurus bernhardus (Juist, Morze Północne, Niemcy).

Na trąbikach zwyczajnych żerują różne gatunki ryb (np. wątłusz Gadus morhua, koleń (Squalus acanthias), skorupiaki.
Trąbiki te są gospodarzami larw Stephanostomum baccatum Nicoll, 1907, są także zasiedlane przez ektopasożytnicze Anthessius leptostylis (Sars G.O., 1916) i Anthessius teissieri Bocquet & Stock, 1958.

## Wykorzystanie

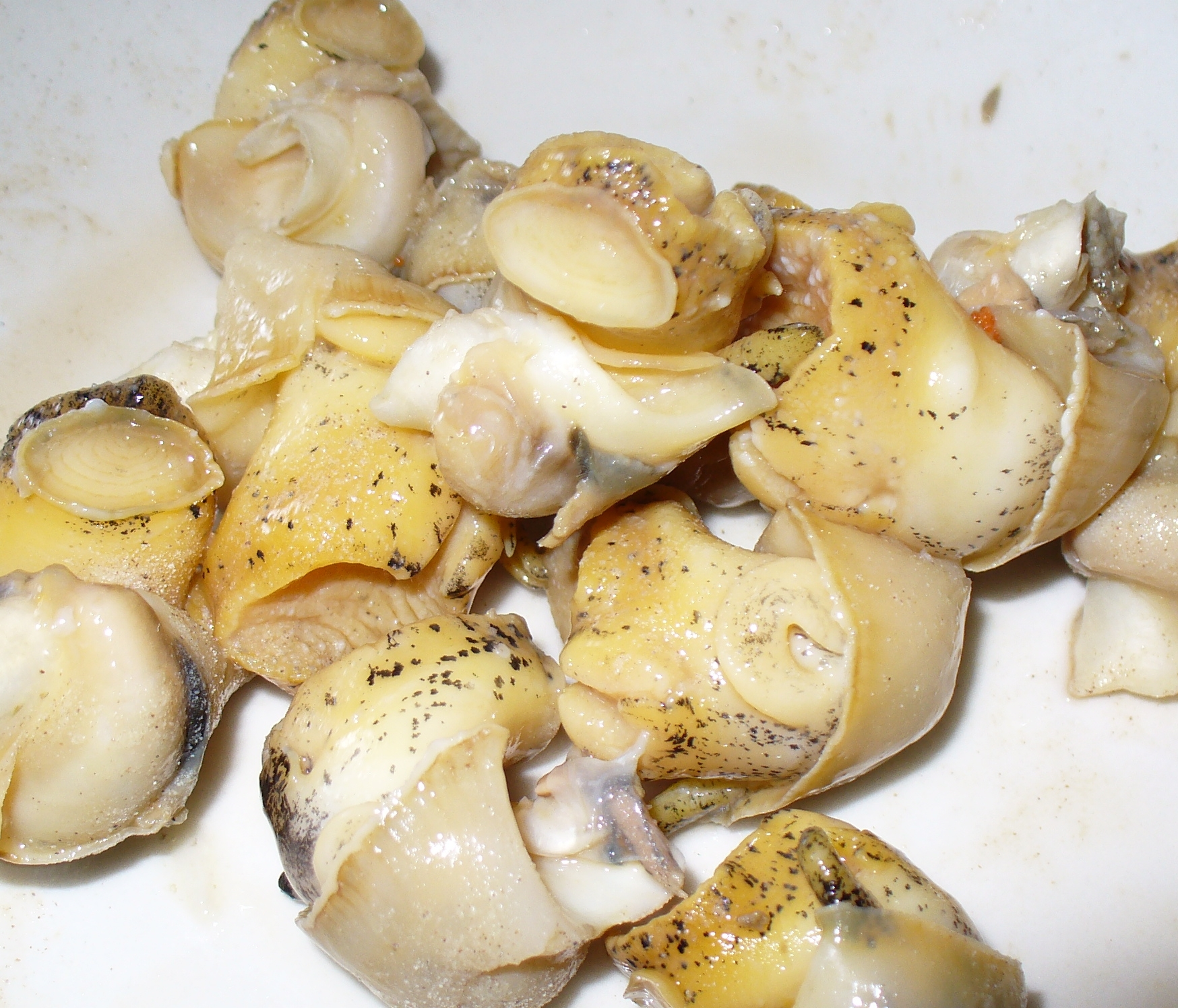
Ugotowane trąbiki po wyjęciu z muszli

Osobniki tego gatunku są od czasów prehistorycznych poławiane w celach konsumpcyjnych – w języku francuskim określane są jako bulot. Poławiane są za pomocą klatek, w których umieszczane jest jako przynęta mięso ryb lub krabów. Bardzo podobny gatunek to Neptunea antiqua, która jest niejadalna, a może być trująca.

## Zagrożenia i ochrona
Eksploatacja populacji trąbika zwyczajnego przez człowieka przyczyniła się do zmniejszenia, ich liczebności, a miejscami całkowitego ich zaniku. Zanieczyszczenie środowiska przez związki organiczne z udziałem cyny (TBT – ang. tributyltin), stosowane jako dodatek do farb, mający zapobiegać osiedlaniu organizmów morskich na poszyciu statków, powoduje zaburzenia rozwojowe u samic trąbika zwyczajnego – powstawanie męskich narządów płciowych (imposex).